# Richie Omorowa
Richie Omorowa, né le 30 mars 2004 à Akalla en Suède, est un footballeur suédois qui évolue au poste d'avant-centre à l'Excelsior Rotterdam.

## Biographie

### En club
Né à Akalla en Suède, Richie Omorowa est formé à l'AIK Fotboll. Il rejoint ensuite l'IF Brommapojkarna le 18 juillet 2021, où il poursuit sa formation.
Il joue son premier match en professionnel le 23 mai 2022, à l'occasion d'une rencontre de championnat face au Halmstads BK. Il entre en jeu à la place de Marijan Ćosić (en) et son équipe est battue par deux buts à zéro.
Il participe à la montée de l'IF Brommapojkarna à l'issue de la saison 2022, le club étant sacré champion de deuxième division suédoise,.
Il découvre alors l'Allsvenskan, l'élite du football suédois, jouant son premier match le 8 avril 2023, lors de la deuxième journée de la saison 2023, face au Malmö FF. Il entre en jeu lors de cette rencontre perdue par son équipe sur le score de deux buts à un.
Le 28 juillet 2023, Richie Omorowa rejoint les Pays-Bas afin de s'engager en faveur de l'Excelsior Rotterdam. Il signe un contrat de deux saisons, soit jusqu'en juin 2025, avec une année supplémentaire en option.

### En sélection
Richie Omorowa est né en Suède d'un père originaire du Nigeria et d'une mère originaire de Côte d'Ivoire. Il représente l'équipe de Suède des moins de 19 ans. Avec cette sélection il joue sept matchs entre 2022 et 2023.

## Palmarès
IF Brommapojkarna
- Championnat de Suède de deuxième division (1) :
  - Champion : 2022.